# Spermophilus alashanicus
Spermophilus alashanicus är en däggdjursart som beskrevs av Eugen Büchner 1888. Spermophilus alashanicus ingår i släktet sislar och familjen ekorrar. Inga underarter finns listade i Catalogue of Life.

## Taxonomi
De flesta arterna i det tidigare släktet Spermophilus har efter DNA-studier konstaterats vara parafyletiska med avseende på präriehundar, släktet Ammospermophilus och murmeldjur. Detta släkte har därför delats upp i flera släkten. Kvar i Spermophilus finns endast den gamla världens sislar, som, bland andra, denna art.

## Beskrivning
En liten sisel med en kroppslängd på 19 till 21 cm, en svanslängd på 6 till 8 cm och en vikt mellan 190 och 225 g. Färgen är tämligen ljus; sommarpälsen är ljust rödbrun till skärt beige, vinterpälsen ännu ljusare och mer rent gulaktig. Den har dessutom ljusa stänk på ryggen. Undersidan är helt ljus. Som många sislar har den en ring kring ögat, och en ljusbrun fläck nedanför. Dessutom har den ett vitaktigt steck från munnen till öronbasen. Ovansidan av svansen är som kroppen i övrigt, undersidan brunröd.

## Ekologi
Spermophilus alashanicus är en dagaktiv art som lever av växter, framför allt örter; även olika plommonarter som bland annat rosenmandel har särskilt nämnts. Arten lever i öknar och intilliggande grässlätter, gärna på sandjord. Den lever i mindre grupper, där varje individ gräver sin egen enkla jordhåla.
Honan får mellan 1 och 9 ungar, vanligen dock 3 till 6. De lämnar boet omkring juni. Likt de flesta sislar sover arten vintersömn.

## Utbredning
Utbredningsområdet omfattar provinserna Ningxia, Gansu, Qinghai, Inre Mongoliet (Nei Mongol), Shanxi och Shaanxi i Kina samt Mongoliet.

## Status
IUCN kategoriserar arten globalt som livskraftig. Populationen minskar dock något, även om inga egentliga hot kunnat identifierats, och den är rödlistad i Mongoliet som starkt hotad ("EN"). Den är även fridlyst i detta land. I Kina är den klassificerad som livskraftig, och inga åtgärder har vidtagits för att skydda arten.